# Sapromyza emmesa
Sapromyza emmesa är en tvåvingeart som beskrevs av Malloch 1933. Sapromyza emmesa ingår i släktet Sapromyza och familjen lövflugor. Inga underarter finns listade i Catalogue of Life.